# La felicità porta fortuna - Happy Go Lucky
La felicità porta fortuna - Happy Go Lucky (Happy-Go-Lucky) è un film del 2008 diretto da Mike Leigh.
Il film, di produzione indipendente, si è aggiudicato l'acclamazione internazionale vincendo diversi premi, tra cui l'Orso d'Argento per la migliore attrice a Sally Hawkins, qui alla sua terza collaborazione con il regista, e il Golden Globe 2009 nella categoria miglior attrice in un film commedia sempre alla protagonista. Ha ottenuto inoltre, con lo stesso regista Mike Leigh, la candidatura al premio Oscar 2009 come migliore sceneggiatura originale.

## Trama
Trent'anni e single, Pauline Cross detta Poppy è una giovane insegnante in una scuola elementare di Londra. Vive con la sua migliore amica Zoe; ama ballare in discoteca e ci va spesso con le sue amiche e con la sorella Suzy.
Durante una lezione di guida conosce Scott, l'istruttore, una persona con grossi problemi relazionali. Fin dall'inizio Poppy non fa che scherzare e non prendere sul serio la sua lezione. A mano a mano che le guide procedono Scott diventa più tranquillo, i due cominciano a parlarsi e conoscersi.
Dopo una gita fuori città, tornando a casa Poppy vede Scott in piedi di fronte al suo appartamento, ma quando lei lo chiama, lui immediatamente fugge. Quando riesce a rintracciarlo, gli chiede cosa stesse facendo di fronte al suo appartamento, ma lui le dice di essersi sbagliata: sostiene infatti che in quel giorno lui si trovava a fare visita alla madre a Stevenage. 
Alcuni giorni più tardi, Scott vede Poppy con il suo nuovo ragazzo, Tim, un suo collega, e una forte gelosia si impossessa di lui.
Quando Poppy si presenta alla consueta lezione di guida con Scott, questi inizia a dare evidenti segni di nervosismo nella guida, imprecando contro la società e gli altri guidatori. Quando le dà le chiavi per la guida, Poppy chiede di tornare a casa dal momento che l'istruttore non è in condizioni di fare lezione e che quindi guiderà verso casa. Scott prova a riavere indietro le sue chiavi, ma facendo questo ha un attacco d'ira in cui aggredisce Poppy sia verbalmente che fisicamente. Poppy fortunatamente riesce a scappare. Scott la riprende, accusandola di averlo sedotto e rivelando così i veri sentimenti che provava per lei da tempo. Poppy, usando la pazienza e la comprensione per fargli capire che non tutto si ottiene con la rabbia, aspetta che Scott si calmi. L'istruttore infatti si calma e, piangendo per il rimorso di ciò che ha fatto, le chiede quando si rivedranno. Poppy gli dice che quella sarà la loro ultima lezione.
Il film finisce con Poppy e Zoe che stanno navigando su una barca a remi a Regent's Park. Qui Poppy riceve una chiamata da Tim e gli chiede: "Senti già la mia mancanza?" e comincia a parlare allegramente con lui.

## Riconoscimenti
- Golden Globe 2009
  - Migliore attrice in un film commedia o musicale (Sally Hawkins)
- British Independent Film Awards 2008
  - Miglior attore non protagonista (Eddie Marsan)
  - Migliore attrice non protagonista (Alexis Zegerman)
- New York Film Critics Circle Awards
  - Miglior attrice (Sally Hawkins), miglior regista
- Los Angeles Film Critics Association Awards
  - Miglior attrice (Sally Hawkins), miglior sceneggiatura (Mike Leigh)
- Hollywood Film Festival
  - Breakthrough award (Sally Hawkins)
- Festival di Berlino
  - Orso d'Argento per la migliore attrice (Sally Hawkins)
- Boston Society of Film Critics Awards
  - Miglior attrice (Sally Hawkins)
- New York Oline Film Critics
  - Miglior attrice (Sally Hawkins)
  - Miglior attore/attrice esordiente (Sally Hawkins)
- Satellite Awards
  - Miglior film commedia o musicale
  - Miglior attrice in un film commedia o musicale (Sally Hawkins)
- Oklahoma Film Critics Awards
  - Miglior attrice (Sally Hawkins)

## Curiosità
- In inglese "happy-go-lucky" indica una persona allegra e spensierata, che prende la vita come viene. La traduzione italiana del titolo non rende questo concetto, anzi, è fuorviante.